# Gare de Medjez Sfa
La gare de Medjez Sfa est une gare ferroviaire algérienne située sur le territoire de la commune de Medjez Sfa, dans la wilaya de Guelma.

## Situation ferroviaire
La gare est située au nord-ouest de la ville de Medjez Sfa, sur la ligne d'Annaba à Djebel Onk. Elle est précédée de la gare de Bouchegouf et suivie de celle de Aïn Tahmimine.

## Service des voyageurs

### Desserte
La gare de Medjez Sfa est desservie par les trains régionaux de la liaison Annaba - Tébessa.